# 市镇广场 (阿西西)

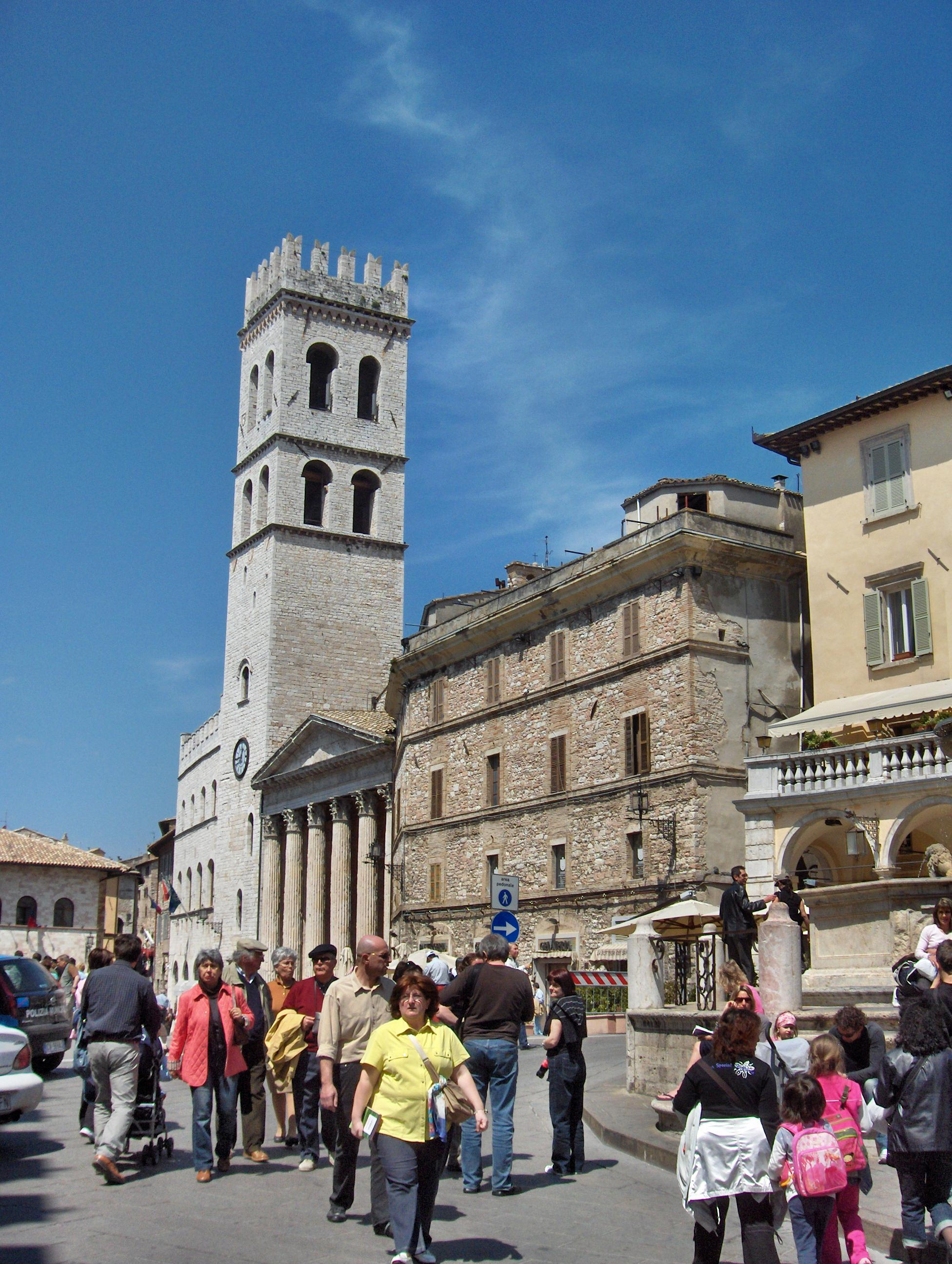

市镇广场（Piazza del Comune）是意大利翁布里亚阿西西老城区的中心广场，通往各城门的街道汇集于此。广场上聚集了该市社会，政治和文化最显著的建筑：

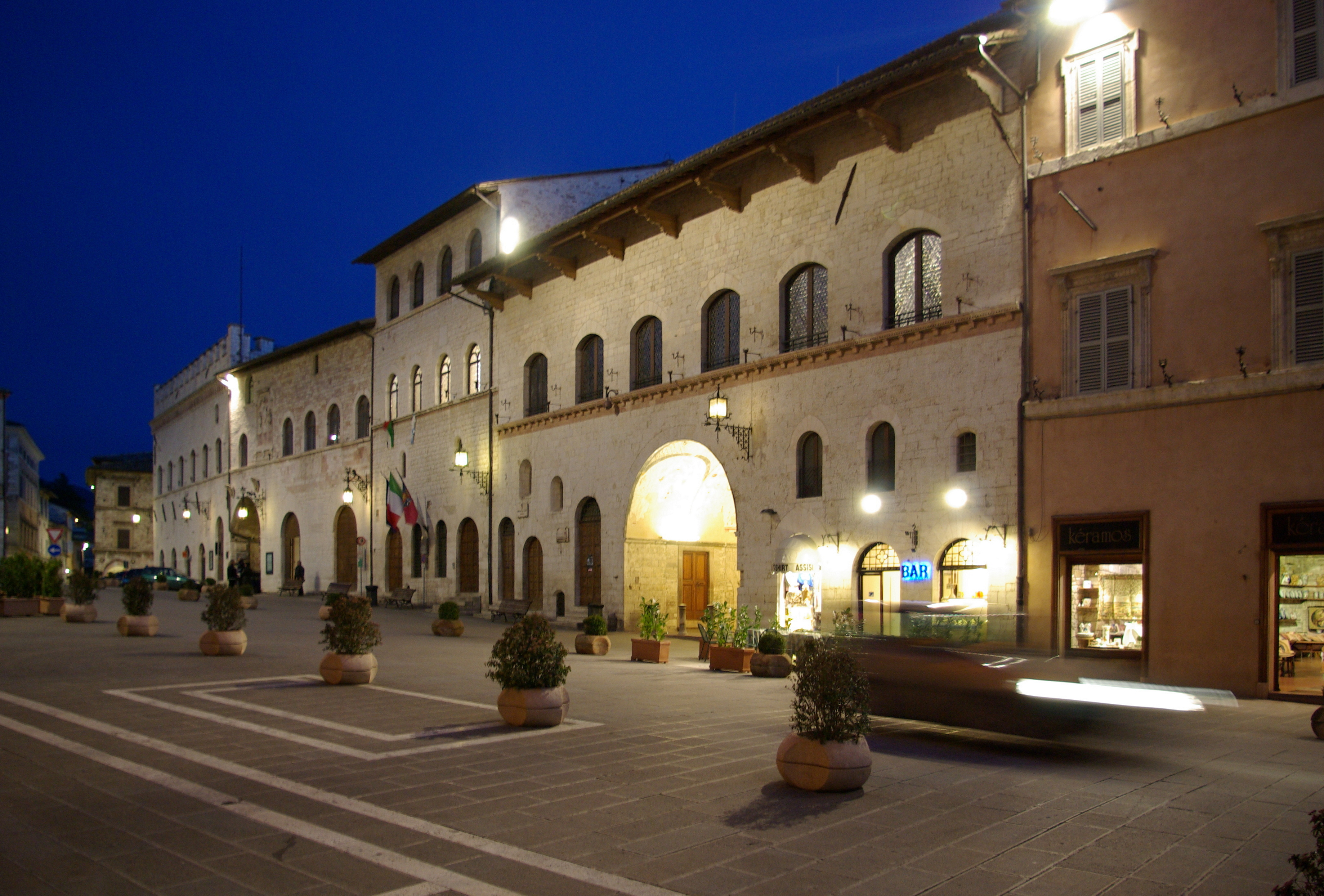
广场夜景

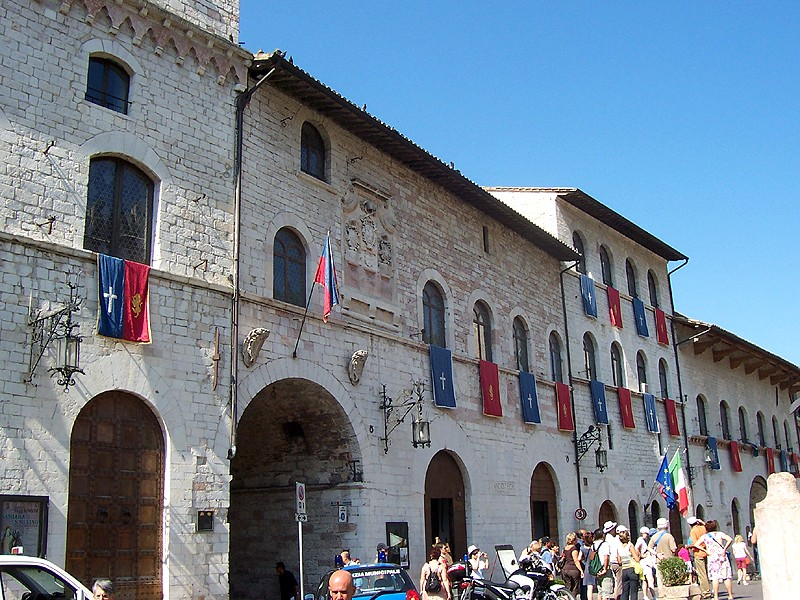
普廖里宫

- 米诺瓦神庙，古罗马时期
- 三狮喷泉
- 人民首领宫
- 普廖里宫
- 人民塔